# Omega Leonis
Omega Leonis (2 Leonis) é uma estrela na direção da constelação de Leo. Possui uma ascensão reta de 09h 28m 27.38s e uma declinação de +09° 03′ 24.4″. Sua magnitude aparente é igual a 5.40. Considerando sua distância de 112 anos-luz em relação à Terra, sua magnitude absoluta é igual a 2.72. Pertence à classe espectral F9V.